# Forte de São Sebastião

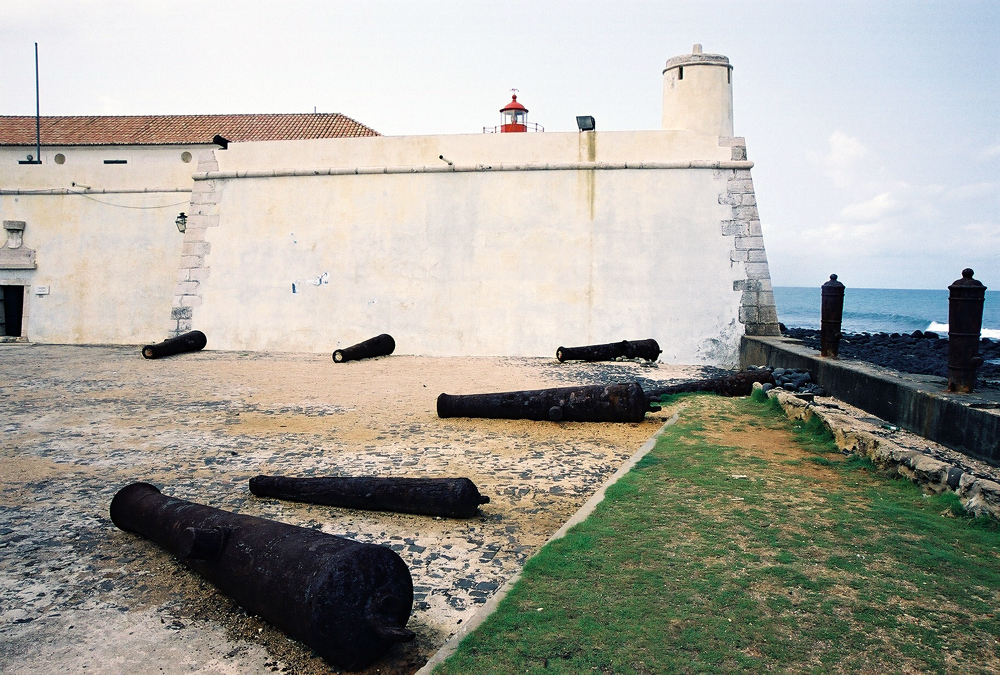
Sint-Sebastiaanfort in Sao Tomé

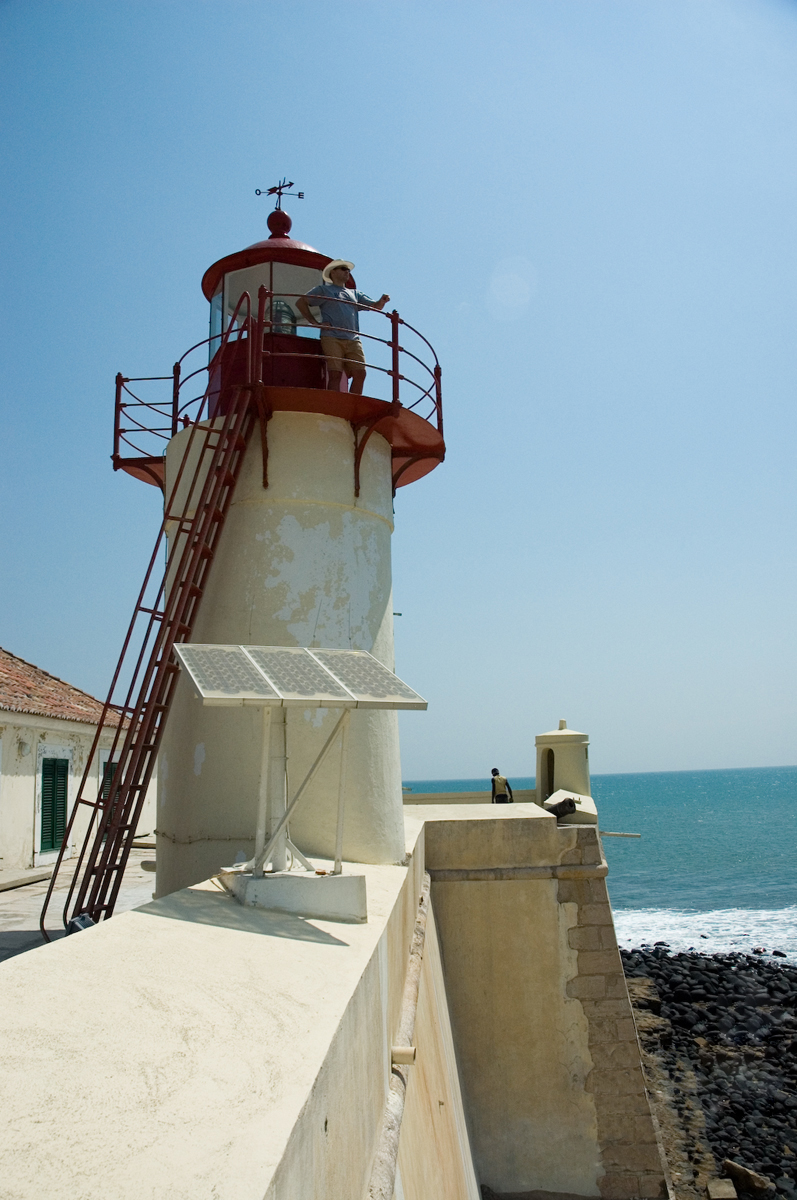
Sint-Sebastiaanvuurtoren in Sao Tomé

Het Forte de São Sebastião (Portugees voor: fort van Sint-Sebastiaan) is een fort in het noorden van de Santomese hoofdstad Sao Tomé.
Het fort werd gebouwd in 1575 door Portugese koloniale strijdkrachten en vervolgens verbouwd en vergroot. In 1866 werd een vuurtoren aan het complex toegevoegd die in 1928 herbouwd en in 1994 gerestaureerd werd. In de jaren 60 deed het fort dienst als zetel van het Defensie Commando Maritieme Provincie van de Portugese regering.
Tegenwoordig is het fort in goede staat en bevindt zich hier het São Sebastião Museum, een museum met onder andere foto's over de geschiedenis en de cultuur van het land, religieuze kunst en voorwerpen uit de koloniale tijd.